# 34165 Nikhilcheerla
34165 Nikhilcheerla è un asteroide della fascia principale. Scoperto nel 2000, presenta un'orbita caratterizzata da un semiasse maggiore pari a 2,9347477 au e da un'eccentricità di 0,1013448, inclinata di 2,34374° rispetto all'eclittica.